# یاسمین بنرمن
یاسمین بنرمن (انگلیسی: Yasmin Bannerman؛ زادهٔ ۱۹۷۲ (۵۲–۵۳ سال)) هنرپیشه اهل بریتانیا است. وی از سال ۱۹۹۳ میلادی تاکنون مشغول فعالیت بوده‌است. او در مجموعه‌های تلویزیونی از جمله هالیوکس، شهر هالبی، دکتر هو، مرا به آرامی بکش و تورچ وود به ایفای نقش پرداخته است.